# دائرةالمعارف علوم فلسفی
دانش‎‌نامه علوم فلسفی اثری نظام‌مند از هگل است که بخش اول آن، نسخه مختصر کتاب علم منطق، بخش دوم آن، فلسفه طبیعت و بخش سوم فلسفه روح یا فلسفه ذهن است.

## ترجمه فارسی
- دانش‌نامه علوم فلسفی، گئورگ ویلهلم فریدریش هگل، حسن مرتضوی (مترجم)، ناشر: نشر لاهیتا، ۱۳۹۲
- دانشنامه علوم فلسفی به صورت طرح (دانش‌نامه منطق)، گئورک ویلهلم، فریدریش هگل، زیبا جبلی (مترجم)، ناشر: شفیعی، ۱۳۹۱
- دانشنامه علوم فلسفی به صورت طرح: فلسفه ذهن (روح)، گئورگ ویلهلم فریدریش هگل، زیبا جبلی (مترجم)، ناشر: شفیعی، ۱۳۹۲